# Storm Uru
Storm Uru (født 14. februar 1985 i Invercargill, New Zealand) er en newzealandsk tidligere roer.
Uru vandt bronze i letvægtsdobbeltsculler ved OL 2012 i London. Hans makker i båden var Peter Taylor. Newzealænderne sikrede sig tredjepladsen efter en finale, hvor Danmark og Storbritannien tog guld- og sølvmedaljerne. Han deltog i samme disciplin ved OL 2008 i Beijing, også sammen med Taylor, hvor det dog kun blev til en 7. plads.
Uru og Taylor vandt desuden en VM-guldmedalje i letvægtsdobbeltsculler ved VM 2009 i Polen.

## OL-medaljer
- 2012:  Bronze i letvægtsdobbeltsculler